# Myopathie des ceintures de type R1
La myopathie des ceintures de type R1 ou dystrophie musculaire des ceintures de type R1 ou LGMD R1 (anciennement dystrophie musculaire des ceintures de type 2A) appartient au groupe des dystrophie musculaire des ceintures dont elle est la plus fréquente (40% des cas).
Elle se caractérise par une faiblesse musculaire progressive et symétrique des muscles des ceintures humérales et pelviennes. 
Le début de la maladie survient entre deux et quarante ans. Il existe une grande variabilité de la maladie même dans une même famille.
Il existe trois sous types en fonction des muscles atteints et le début des signes.
Les signes de la maladie comprennent une tendance à marcher sur la pointe des pieds, des difficultés à courir et une démarche titubante.

## Autres noms
- Dystrophie musculaire type Erb
- Calpaïnopathie
- LGMD R1 (anglais)

## Étiologie
C'est une maladie d'origine génétique. Elle est due à des anomalies dans le gène CAPN3 localisé sur le chromosome 15 qui code pour la protéine calpaïne 3.

## Incidence et prévalence
La calpaïnopathie est la plus fréquente des dystrophies musculaires des ceintures représentant environ 40 % de cette pathologie. Mais il existe de grandes variations géographiques. La prévalence en Italie du Nord est de 1 personne malade pour 100 000 habitants.

## Description

### Phénotype Leyden-Möbius
Le plus fréquent. Implication importante des muscles pelviens. Survient à tout âge. Évolution rapide.
De Ernst von Leyden  (1832-1910) et de Paul Julius Möbius (1853-1907), médecins allemands.

### Phénotype ceinture humérale
Survient plus tardivement et l'atteinte est moins grave surtout au niveau des muscles pelviens.

### Concentration en créatine kinase
Représenterait une étape présymptomatique de la maladie.

## Diagnostic
Le diagnostic de la LGMD 2A peut se faire par le biais d'une prise de sang. Il utilise des techniques de PCR et de DHPLC (denaturing high pressure liquid chromatography). L'ensemble des exons codants de CAPN3 et de leurs bornes introniques sont criblés par DHPLC, technique de détection des mutations sensible à plus de 95 %. Les fragments présentant un profil de type hétéroduplex sont ensuite analysés par séquençage direct pour identifier la mutation.
Une IRM et une biopsie peuvent aider au diagnostic. En effet, les muscles de patients atteints de cette maladie montrent un profil de nécrose-régénération caractéristique.

### Biologie
La concentration en créatine kinase est de 5 à 80 fois plus élevée que la normale. Elle est maximale durant l'enfance et décroît avec l'âge.

### Imagerie
L'imagerie par scanner ou par résonance magnétique nucléaire est un élément important pour faire le diagnostic différentiel avec les autres dystrophies musculaires des ceintures et précise les muscles impliqués.

### Biopsie musculaire
La biopsie musculaire montre soit des lésions typiques d'un processus dystrophique soit des lésions moins spécifiques.
Le dosage de la concentration en calpaïne musculaire est l'examen le plus important pour le diagnostic mais l'interprétation du résultat nécessite une connaissance claire des limites de l'examen.

### Génétique
Le gène CAPN3 humain comporte 2466 paires de bases, réparties en 24 exons. Il code la calpaïne 3 ou p94 (ainsi appelé car son poids moléculaire est de 94kDa). Les mutations du gène CAPN3 menant à la LGMD2A sont nombreuses (une centaine), mais certaines sont plus fréquentes que d'autres, comme la 550delA (le 550e acide nucléique, qui est un A, est supprimé). Ces mutations sont réparties en plusieurs types :
- mutations missense : une base est modifiée dans le gène, ce qui modifie la séquence en acides aminés de la protéine ;
- mutations nonsens : une base est modifiée, provoquant l'apparition d'un codon stop, la calpaïne synthétisée est alors plus courte ;
- modification de la phase ouverte de lecture : un nombre de base non multiple de 3 est délété, ce qui décale le cadre de lecture de la séquence du messager du gène lors de la synthèse de la protéine ;
- délétions : une partie de la séquence du gène est supprimée ;
- mutations provoquant un mauvais épissage (suppression des exons dans le messager du gène) et donc conduit à la synthèse d'une mauvaise protéine.

## Diagnostic différentiel
- Les autres formes de dystrophie musculaire des ceintures
- Dystrophie facio-scapulo-humérale
- Dystrophie musculaire d'Emery-Dreifuss
- Les dystrophinopathies (myopathie de Duchenne ou Becker)

## Conseil génétique
Cette pathologie est de transmission autosomique récessive.